# Яманобе

38°17′21″ пн. ш. 140°15′45″ сх. д. / 38.28917° пн. ш. 140.26250° сх. д.
Ямано́бе (яп. 山辺町, やまのべまち, МФА: [jamanobe mat͡ɕi̥]) — містечко в Японії, в повіті Хіґасі-Мураяма префектури Ямаґата. Станом на 1 жовтня 2008 площа містечка становила 61,36 км². Станом на 1 січня 2009 населення містечка становило 15 302 осіб.